# Francesco Acciaiuoli
Francesco Acciaiuoli fou un noble florentí que fou prior de la llibertat de Florència el 1319, 1331 i 1336, i gonfanoner de la República el 1326, el 1328, el 1342 i el 1352, membre de la Magistratura dels XII Bonshomes el 1330, 1332, 1337 i 1341, capità del poble de Pistoia el 1333 i 1335. Fou ambaixador de Florència davant el Papa Climent VI a Avinyó el 1342. Va morir vers 1355.